# 杜甫路街道
杜甫路街道，是中华人民共和国河南省郑州市巩义市下辖的一个乡镇级行政单位。

## 行政区划
杜甫路街道下辖以下地区：
人民路社区、新华南路社区、建设路社区、杜甫路社区、桐本南路社区、陇海路社区、常庄村、和义里沟村、和义外沟村和东黑石关村。